# خلیج ترکمن‌باشی
خلیج تُرکَمَن‌باشی (به ترکمنی: Türkmenbaşy aýlagy؛ روسی: залив Туркменбашы) یا خلیج شاه‌قَدَم خلیجی است در دریای خزر در سواحل ترکمنستان که جزئی از استان بلخان این کشور به‌شمار می‌آید.
کرانه شمالی این خلیج را شبه‌جزیره کراسنوودسک و کرانه جنوبی آن را شبه‌جزیره چهارکان تشکیل داده‌است. خلیج ترکمن‌باشی ۴۶ کیلومتر به سمت غرب در دریا گسترش می‌یابد و دهانه آن ۱۸ کیلومتر پهنا دارد.
در گوشه شمال غربی آن باتلاق‌های نمکی بالاایشَم قرار دارد که نمایانگر دهانه رودخانه خشک‌شده اوزبوی هستند. خلیج ترکمن‌باشی در سال ۱۹۶۸ به بخشی از ذخیره‌گاه طبیعی خزر تبدیل شد. از جانداران این خلیج شاه‌ماهی خزر و فک خزری شایسته ذکر است.
این محدوده در قدیم با نام فارسی شاه‌قدم شناخته می‌شد. در نقشه‌های قرن ۱۸ میلادی دریای خزر، این خلیج با عنوان خلیج بَلخان شناخته می‌شد فرض بر این بود که بسیار عمیق‌تر است. این خلیج نخستین بار توسط فدور ایوانوویچ سویمونف در سفر اکتشافی ۱۷۱۹ دریای خزر که تا ۱۷۲۷ ادامه یافت با دقت بررسی و نقشه‌برداری شد. این خلیج از آن زمان نام خلیج کراسنوودسک به خود گرفت اما بعداً نام این خلیج و شهر ساحلی آن به ترکمن‌باشی تغییر یافت.